# Mouni (socken)
Mouni (kinesiska: 牟尼乡, 牟尼) är en socken i Kina. Den ligger i provinsen Sichuan, i den sydvästra delen av landet, omkring 220 kilometer norr om provinshuvudstaden Chengdu. Antalet invånare är 1 576. Befolkningen består av 747 kvinnor och 829 män. Barn under 15 år utgör 18,0 %, vuxna 15-64 år 74 %, och äldre över 65 år 7,0 %.
Genomsnittlig årsnederbörd är 1 102 millimeter. Den regnigaste månaden är maj, med i genomsnitt 203 mm nederbörd, och den torraste är december, med 4 mm nederbörd.